# مهدی شبانی
مهدی شبانی مستندساز، کارگران و نویسنده ایرانی متولد ۱۳۵۴ در تهران و مقیم استانبول است.

## زندگی‌نامه
او علاوه بر مستندسازی و چاپ یک مجموعه شعر، مقاله‌هایی در زمینه هنر، تاریخ و سیاست در نشریه‌ها و سایت‌های اینترنتی فارسی‌زبان به چاپ رسانده‌است.
مهدی شبانی کارگردانی را با ساخت فیلم‌های کوتاه «انتقام» و «سیاست به سبک ایرانی» آغاز کرد.
سپس با وقفه‌ای کوتاه مستندی متفاوت درباب شاعر معاصر «شمس لنگرودی» ساخت. سپس اقدام به ساختن مستندی دربارهٔ مهاجرت کرد که به دلیل مهاجرت اجباری کارگردان به استانبول، نیمی از فیلم در این شهر فیلم‌برداری شد.
اولین مستند بلند او به نام «حمامی که می‌خواست حمام بماند» که در مورد حمام‌های عمومی ایران و فرهنگ آن است را در سال ۱۳۸۷–۸۸ در تهران ساخته و در سال ۱۳۹۱ در برنامه آپارات در شبکه تلویزیونی بی‌بی‌سی و مستند بلند «شیش و بش، چگونه یادگرفتم دست از نگرانی بردارم و تخته نرد بازی کنم» در سال ۱۳۹۳در برنامه اکران کانال تلویزیونی صدای آمریکا به نمایش درآمده‌است.
آخرین ساخته او با نام «میخانه، خانه‌ای برای پدربزرگم» که در مورد میخانه و سنت‌های از یاد رفته آن است در استانبول ساخته شده و مورد توجه رسانه‌ها و فستیوال‌های ترکی قرار گرفته‌است.
در سال ۲۰۱۸ مستند «لنین، ای فرشته رحمت» با کارگردانی مشترک او هم از تلویزیون فارسی بی‌بی‌سی پخش شده‌است. این فیلم که به مناسبت یکصدمین سالگرد انقلاب اکتبر ساخته شده، به رابطه سازمان‌ها و احزاب چپ ایران و اتحاد جماهیر سوسیالیستی شوروی پرداخته‌است.
در نوروز ۱۳۹۹ فیلم «ریشولوژی، انجمن ریش‌مندان زنده» که مستندی راجع به ریش و حواشی آن در سه کشور ایران، ترکیه و افغانستان است به کارگردانی و نویسندگی او از برنامه آپارات در شبکه تلویزیونی بی‌بی‌سی پخش شد.
مجموعه فیلم‌های بلند مستند این کارگردان پروژه شخصی با نام کلی «فراموش‌شدگان» است. کارگردان در این مجموعه در نظرداشته، راجع به مشاغلی در ایران همانند حمام‌ها، لحاف‌دوزان، عکاسان دوره‌گرد و نظیر آن که در شرف نابودی هستند فیلم تهیه‌کند. این باور که این دسته از مشاغل در حالی کارکرد اجتماعی خود را از دست دادهند اما هنوز در جامعه شهری امروز ایران، روح سرگردان آنچه در گذشته نمایندگی می‌کرده‌اند و نتوانسته در کالبد جدید به‌تمامی استقرار بیابد همیشه در ذهن کارگردان حضورداشته‌است. باتوجه به مهاجرت‌اجباری و گسست پیش آمده، کارگردان هدف خود را درپیش‌گرفته و با این اعتقاد که برای بازنمایی مشکلاتی همانند شکاف سنت و مدرنیته لزومی به انتخاب موضوعات فلسفی و روشنفکرانه نیست، بلکه مهم یافتن این شکاف در زیست روزمره اجتماعی ما مردم است، اقدام به ساختن مستندهایی با موضوع زندگی روزمره نه از دریچه زوال که از سمت و سوی زندگی پرداخته‌است.

## فیلم‌شناسی
- انتقام (۱۳۸۰)
- سیاست به سبک خیابان (۱۳۸۱)
- همین زندگی نیز زیبا بود (۱۳۸۶)
- مهاجرت: زندگی ناتمام (۱۳۸۸–۱۳۹۲)
- حمامی که می‌خواست حمام بماند (۱۳۸۹)
- شش و بش: چگونه یادگرفتم دست از نگرانی بردارم و تخته بازی‌کنم (۱۳۹۲)
- میخانه، خانه‌ای برای پدربزرگم (۱۳۹۳)
- ساکالوژیا (۱۳۹۵)
- لنین، ای فرشته رحمت (۱۳۹۷)
- ریشولوژی، انجمن ریش‌مندان زنده (۱۳۹۹)

## پی‌نوشت
- http://www.bbc.co.uk/persian/arts/2012/10/121017_aparat_week_42.shtml
- https://web.archive.org/web/20150524194201/http://www.mehdishabani.com/#!the-premiere-of-shesh-besh/c2456
- https://web.archive.org/web/20150524194201/http://www.mehdishabani.com/#!birgun-newsspaper/cv28
- https://web.archive.org/web/20150524194201/http://www.mehdishabani.com/#!trt-turk/c20ue
- https://web.archive.org/web/20150524194158/http://www.acikgazete.com/soylesi/2013/10/19/iran-in-aykiri-yonetmeni.htm?aid=53028
- http://www.thelira.comhaber/154314/meyhaneleri-arayan-film%5Bپیوند+مرده%5D
- https://web.archive.org/web/20150524194201/http://www.mehdishabani.com/#!meyhane-birgun/c1b36
- https://www.facebook.com/video.php?v=712093648839580&set=vb.626326400749639&type=2&theater
- http://docunight.com/post/102986601672/10-the-bathhouse-that-wanted-to-keep-on-being-a بایگانی‌شده  در ۲۴ مه ۲۰۱۵ توسط Wayback Machine
- http://yabangee.com/2014/12/conversation-filmmaker-mehdi-shabani-part-1/
- https://web.archive.org/web/20150524213305/http://www.maltepe.bel.tr/haber/iranli-yonetmenin-belgeseline-maltepe-belediyesi-/1013/19655
- http://www.otekisinema.com/2015/03/meyhane-dedemin-can-evi-2014/
- http://www.bbc.co.uk/persian/arts/2015/03/150324_sam_meykhaneh
- https://web.archive.org/web/20150524193747/http://www.filmfestankara.org.tr/filmler/meyhane-dedemin-can-evi-meyhane-a-home-for-my-grandfather/